# Изложба „Нови чланови” (1987)
Изложба „Нови чланови” се одржала од јуна до октобра 1987. године у НУ „Браћа Стаменковић”, Дому културе Смедерево, Народном музеју Топлице и Галерији „Сопоћанска виђења” у Новом Пазару.

## Уметнички савет
Избор нових чланова и радова за изложбу је обавио Уметнички савет Удружења ликовних уметника Србије у следећем саставу:
- Мића Поповић, председник Савета
- Оливера Грбић
- Божидар Дамјановски
- Драган Добрић
- Никола Јанковић
- Миодраг Нагорни
- Јован Ракиџић
- Рајко Сикимић, члан Председништва УЛУС-а

## Излагачи

### Сликари
1. Драган Аздејковић
2. Јевта Аздејковић
3. Миленко Аћимовић
4. Катарина Бенедетић
5. Љиљана Вранић
6. Душан Врга
7. Предраг Вукићевић
8. Аница Вучетић
9. Мирјана Денков
10. Миливоје Ђорђевић
11. Миодраг Елезовић
12. Јовица Илић
13. Александар Јовановић
14. Драган Јовановић
15. Анета Краљић
16. Милинко Коковић
17. Зорица Лакић
18. Лазар Лечић
19. Властимир Младић
20. Мирјана Маодуш
21. Светлана Бабовић Марић
22. Весна Мартиновић
23. Јеврем Миленковић
24. Милена Митровић
25. Бранислав Михајловић
26. Ксенија Мутић
27. Биљана Манић
28. Зоран Насковски
29. Зоран Николић
30. Александар Пауновић
31. Стојан Пајић
32. Димитрије Пецић
33. Биљана Пешић
34. Дејана Поповић
35. Бранко Радовановић
36. Владан Радовановић
37. Владо Ранчић
38. Драгољуб Станковић
39. Милан Тодоровић
40. Јелица Ћулафић
41. Саша Шатлан

### Графичари
1. Светлана Вешић
2. Зорана Јанковић
3. Слободан Кузмановић
4. Александра Вучићевић Кукоч
5. Озренка Мајсторовић
6. Слободан Манојловић
7. Емил Милошевић
8. Ема Радовановић
9. Мехмед Слезовић
10. Бранислав Фотић
11. Биљана Шево

### Вајари
1. Радомир Бранисављевић
2. Милан Марковић
3. Здравко Јоксимовић
4. Добросав Милисављевић
5. Слободан Савић

### Конзерватори
1. Гордана Јаковљев
2. Владимир Кидишевић
3. Југослав Оцокољић